# Xenasteia lansburyi
Xenasteia lansburyi är en tvåvingeart som beskrevs av Ismay 2003. Xenasteia lansburyi ingår i släktet Xenasteia och familjen Xenasteiidae. Inga underarter finns listade i Catalogue of Life.